# 捷克斯洛伐克電視台
捷克斯洛伐克電視台是捷克斯洛伐克的國家電視台，於1953年5月1日開始播出。

## 名稱變遷
| 語言       | 年份          | 名稱 | 名稱 |
| 語言       | 年份          | 全稱 | 簡稱 |
| ---------- | ------------- | ---- | ---- |
| 捷克語     | 不適用        |      |      |
| 斯洛伐克語 | 1953年—1990年 |      |      |
| 斯洛伐克語 | 1990年—1992年 |      |      |

## 歷史
和其他共產主義國家的媒體一樣，捷克斯洛伐克電視台的節目內容受到嚴格的審查。天鵝絨分離後，捷克斯洛伐克電視台也分裂為捷克電視台和斯洛伐克電視台兩家電視台。
1970年5月10日起，捷克斯洛伐克電視台第二頻道開播。
1973年5月9日，捷克斯洛伐克電視台進行了一些技術升級，隨後便於捷克斯洛伐克電視台第二頻道開始進行彩色放送。1975年，捷克斯洛伐克電視台第一頻道也同樣地升級作彩色放送。
1979年，捷克斯洛伐克電視台在卡維奇山（捷克語：Kavčí kopec）建成了一個工作室作為其新聞部。